# Majanga basilaris
Majanga basilaris är en bönsyrseart som beskrevs av John Obadiah Westwood 1889. Majanga basilaris ingår i släktet Majanga och familjen Liturgusidae. Inga underarter finns listade i Catalogue of Life.